# Bernd Sproedt
Bernd Sproedt (* 26. Mai 1942 in Karlsruhe) ist ein ehemaliger deutscher Diplomat.

## Leben
Nach dem Studium der Rechtswissenschaften an den Universitäten in Heidelberg und Berlin, das er nach einer Dissertation zu einem völkerrechtlichen Thema mit der Promotion zum Dr. iur. abschloss (1971), arbeitete er als Finanzassessor in der Finanzverwaltung des Landes Baden-Württemberg. Nach dem Eintritt in den Auswärtigen Dienst 1974 folgten Verwendungen im Auswärtigen Amt sowie an den Botschaften in Chile, Argentinien, Costa Rica sowie in Spanien. Von 1999 bis 2001 war er Leiter des Referats Südliches Lateinamerika im Auswärtigen Amt in Bonn und Berlin. Von 2001 bis August 2005 war Sproedt Botschafter der Bundesrepublik Deutschland in Bolivien. Anschließend leitete er bis zu seiner Versetzung in den Ruhestand im Jahre 2007 die Deutsche Botschaft in Quito (Ecuador).